# DICE (empresa)
Digital Illusions Creative Entertainment (DICE ou EA DICE) é uma desenvolvedora de jogos eletrônicos sueca com sede em Estocolmo. A empresa foi fundada em 1992 e é subsidiária da Electronic Arts desde 2006. Seus lançamentos incluem as séries: Battlefield, Mirror's Edge e Star Wars: Battlefront. Por meio de sua divisão Frostbite Labs, a empresa também desenvolve o motor de jogo Frostbite.

## História

### Fundação (1992)
A Digital Illusions foi fundada em maio de 1992 por Olof "Olle" Gustafsson, Markus Nyström, Fredrik Liljegren e Andreas Axelsson, quatro amigos e ex-membros do The Silents, um demogrupo desenvolvido para sistemas Amiga. Os quatro estudaram na Universidade de Växjö, portanto a DICE foi estabelecida em Växjö.

### Expansão (2000-2004)
Em 2000, a DICE adquiriu a desenvolvedora Refraction Games (desenvolvedores do Codename Eagle). Com a aquisição, a DICE herdou o Battlefield 1942 em desenvolvimento. Patrick Söderlund, que fundou a Refraction Games em 1997, posteriormente ingressou na DICE como CEO. Isso foi seguido pela fusão da Sandbox Studios em abril de 2001. Sandbox Studios adicionou 50 funcionários à equipe da DICE, totalizando 150 funcionários. Em setembro de 2004, a DICE também se fundiu com o Trauma Studios na cidade de Nova Iorque. O Trauma Studios empregava nove pessoas na época.

### Aquisição pela Electronic Arts (2006-presente)
Em novembro de 2004, a Electronic Arts (EA) anunciou sua intenção de comprar todas as ações em circulação da DICE a um preço de 61 kr por ação, com o prazo de fechamento do negócio agendado para 27 de dezembro. Na época, a EA detinha 18,9% da DICE. Inicialmente, a oferta foi rejeitada pelos acionistas representando 28% da propriedade da DICE em 15 de dezembro, após isso a EA ajustou sua oferta em 20 de dezembro, pretendendo adquirir apenas 44,5% pelo mesmo preço por ação, estendendo a oferta prazo até 20 de janeiro de 2005.  Em 25 de janeiro de 2005, os acionistas concordaram com a aquisição e a EA aumentou sua participação na DICE para 59,8%.
Em março de 2006, a EA anunciou um novo plano para adquirir todas as ações em circulação da DICE por 67,50 kr por ação. A aquisição foi concluída em 2 de outubro, com 2,6 milhões de ações da DICE transferidas para a EA em troca de um total de 175,5 milhões de coroas suecas. Logo após a aquisição, em 5 de outubro, a EA fechou a Digital Illusions Canada, estúdio da DICE com sede em Ontário. Os 25 funcionários que trabalhavam no estúdio na época tiveram a opção de se transferir para a sede da DICE em Estocolmo ou qualquer outro estúdio da EA. O co-fundador da DICE, Liljegren, anunciou em 16 de outubro que estabeleceu a RedJade como uma sucessora da Digital Illusions Canada.
Em maio de 2013, a EA abriu uma nova divisão localizada em Los Angeles para a DICE, conhecida como DICE LA, dirigida pelos ex-funcionários do estúdio anteriormente fechado da EA, Danger Close Games. DICE LA geralmente estava envolvida com o suporte da DICE e outros jogos da EA e não gerou nenhum título por conta própria. Vince Zampella, da Respawn Entertainment (outro estúdio da EA), foi nomeado o novo líder do estúdio em janeiro de 2020; Zampella anunciou que o estúdio se separará da DICE e provavelmente mudará seu nome em associação com um jogo não anunciado em que estão trabalhando.

## Jogos desenvolvidos
| Ano  | Título                                    | Plataforma(s)                                                                 |
| ---- | ----------------------------------------- | ----------------------------------------------------------------------------- |
| 1992 | Pinball Dreams                            | Amiga, MS-DOS e SNES                                                          |
| 1992 | Pinball Fantasies                         | Amiga, MS-DOS, SNES e Jaguar                                                  |
| 1993 | Amiganoid                                 | Amiga                                                                         |
| 1994 | Benefactor                                | Amiga                                                                         |
| 1995 | Pinball Illusions                         | Amiga e MS-DOS                                                                |
| 1997 | True Pinball                              | PlayStation e Sega Saturn                                                     |
| 1997 | S40 Racing                                | Microsoft Windows                                                             |
| 1998 | Motorhead                                 | Microsoft Windows e PlayStation                                               |
| 1999 | Swedish Touring Car Championship          | Microsoft Windows                                                             |
| 2000 | Swedish Touring Car Championship 2        | Microsoft Windows                                                             |
| 2000 | Riding Champion: Legacy of Rosemond Hill  | Microsoft Windows                                                             |
| 2000 | Michelin Rally Masters: Race of Champions | Microsoft Windows e PlayStation                                               |
| 2000 | NASCAR Heat                               | PlayStation                                                                   |
| 2001 | Diva Starz: Mall Mania                    | Game Boy Color                                                                |
| 2001 | Shrek                                     | Xbox                                                                          |
| 2002 | RalliSport Challenge                      | Microsoft Windows e Xbox                                                      |
| 2002 | Pryzm: Chapter One — The Dark Unicorn     | PlayStation 2                                                                 |
| 2002 | Battlefield 1942                          | macOS e Microsoft Windows                                                     |
| 2002 | Shrek Extra Large                         | GameCube                                                                      |
| 2002 | The Land Before Time: Big Water Adventure | PlayStation                                                                   |
| 2002 | V8 Challenge                              | Microsoft Windows                                                             |
| 2003 | Battlefield 1942: The Road to Rome        | macOS e Microsoft Windows                                                     |
| 2003 | Midtown Madness 3                         | Xbox                                                                          |
| 2003 | Battlefield 1942: Secret Weapons of WWII  | macOS e Microsoft Windows                                                     |
| 2004 | Battlefield Vietnam                       | Microsoft Windows                                                             |
| 2004 | RalliSport Challenge 2                    | Xbox                                                                          |
| 2005 | Battlefield 2                             | Microsoft Windows                                                             |
| 2005 | Battlefield 2: Special Forces             | Microsoft Windows                                                             |
| 2005 | Battlefield 2: Modern Combat              | PlayStation 2, Xbox e Xbox 360                                                |
| 2006 | Battlefield 2142                          | macOS e Microsoft Windows                                                     |
| 2008 | Battlefield: Bad Company                  | PlayStation 3 e Xbox 360                                                      |
| 2008 | Mirror's Edge                             | iOS, Microsoft Windows, PlayStation 3 e Xbox 360                              |
| 2009 | Battlefield Heroes                        | Microsoft Windows                                                             |
| 2009 | Battlefield 1943                          | PlayStation 3 e Xbox 360                                                      |
| 2010 | Battlefield: Bad Company 2                | iOS, Microsoft Windows, PlayStation 3 e Xbox 360                              |
| 2010 | Need for Speed: Hot Pursuit               | Android, iOS, Microsoft Windows, PlayStation 3, Wii, Windows Phone e Xbox 360 |
| 2010 | Battlefield Online                        | Microsoft Windows                                                             |
| 2010 | Medal of Honor                            | Microsoft Windows, PlayStation 3 e Xbox 360                                   |
| 2011 | Battlefield Play4Free                     | Microsoft Windows                                                             |
| 2011 | Battlefield 3                             | iOS, Microsoft Windows, PlayStation 3 e Xbox 360                              |
| 2013 | Battlefield 4                             | Microsoft Windows, PlayStation 3, PlayStation 4, Xbox 360 e Xbox One          |
| 2015 | Star Wars: Battlefront                    | Microsoft Windows, Playstation 4 e Xbox One                                   |
| 2016 | Mirror's Edge Catalyst                    | Microsoft Windows, Playstation 4 e Xbox One                                   |
| 2016 | Battlefield 1                             | Microsoft Windows, Playstation 4 e Xbox One                                   |
| 2017 | Star Wars Battlefront II                  | Microsoft Windows, Playstation 4 e Xbox One                                   |
| 2018 | Battlefield V                             | Microsoft Windows, Playstation 4 e Xbox One                                   |
| 2019 | Ultracore                                 | Mega Sg, Nintendo Switch, PlayStation 4 e PlayStation Vita                    |
| 2021 | Battlefield 2042                          | Microsoft Windows, Playstation 4, Playstation 5, Xbox One, Xbox Series X/S    |